# Hostilia (musikgrupp)
Hostilia är ett svenskt thrash metal band som bildades 2021 i Göteborg. Tillsammans med band som Eternal Evil, Sarcator, Disarray, Bloodstain och Eradikated har de sagts representera en ny våg av thrash metal som kom fram under andra halvan av 2010-talet och första halvan av 2020-talet.

## Historia
Hostilia släppte sin första singel "Power Out" 2022. Vid denna tid bestod bandet av William Lindeblad (gitarr), Albert Lindeblad (trummor), Petter Hernroth, (bas och gitarr) och Mattias Jakobsson (sång). En andra singel kom i september 2022, "Downtown Showdown". När denna spelades in hade Gabriel Sepúlveda kommit med på bas. Som sångare valde man att använda Dimitrios Olsson-Yaouzis från bandet Mara och på gitarr bidrog Ivan Jovanoski. Även Walter Hamilton har använts som gitarrist under perioden 2022-2024. Året efter släppte de EPn Atomic Thunder med fyra låtar. På sång var nu Samuel Alnesten Alvarez. Hans tid i bandet blev dock kortvarig och ersättare blev Tim Angelini. När producenten Jakob Hermann, som bland annat jobbat med Devin Townsend, Anthrax, Machine Head och Dark Tranquillity, hörde bandet erbjöd han dem att spela in tre låtar i sin studio vilket de gjorde live. I december 2024 släpptes dessa låtar som en EP, "All The Blood Spilt - The Top Floor Live Sessions" på Gruesome Records. Under hösten och vintern 2024/2025 turnerade de i Sverige med Bombus.